# Neotrichus cheops
Neotrichus cheops es una especie de coleóptero de la familia Zopheridae.

## Distribución geográfica
Habita en Etiopía.